# Võrumaa
Võrumaa (in estone Võru maakond) è una delle 15 contee dell'Estonia, situata nella parte sud-orientale del Paese.
Confina a est con la Russia, a sud con la Lettonia, a ovest con la contea di Valgamaa e a nord con quella di Põlvamaa.

## Geografia antropica
La contea è divisa in 13 comuni: uno urbano (in estone linn; un'altra città, Antsla, è parte di un comune rurale) e 12 rurali (in estone vald).
In questa contea, 12 km a sud del capoluogo Võru, si trova il monte Suur Munamägi che con i suoi 318 m s.l.m. è la "vetta" più alta dei tre Paesi baltici, da cui dunque si gode di una notevole vista sulle campagne circostanti.

### Comuni urbani
- Võru

### Comuni rurali

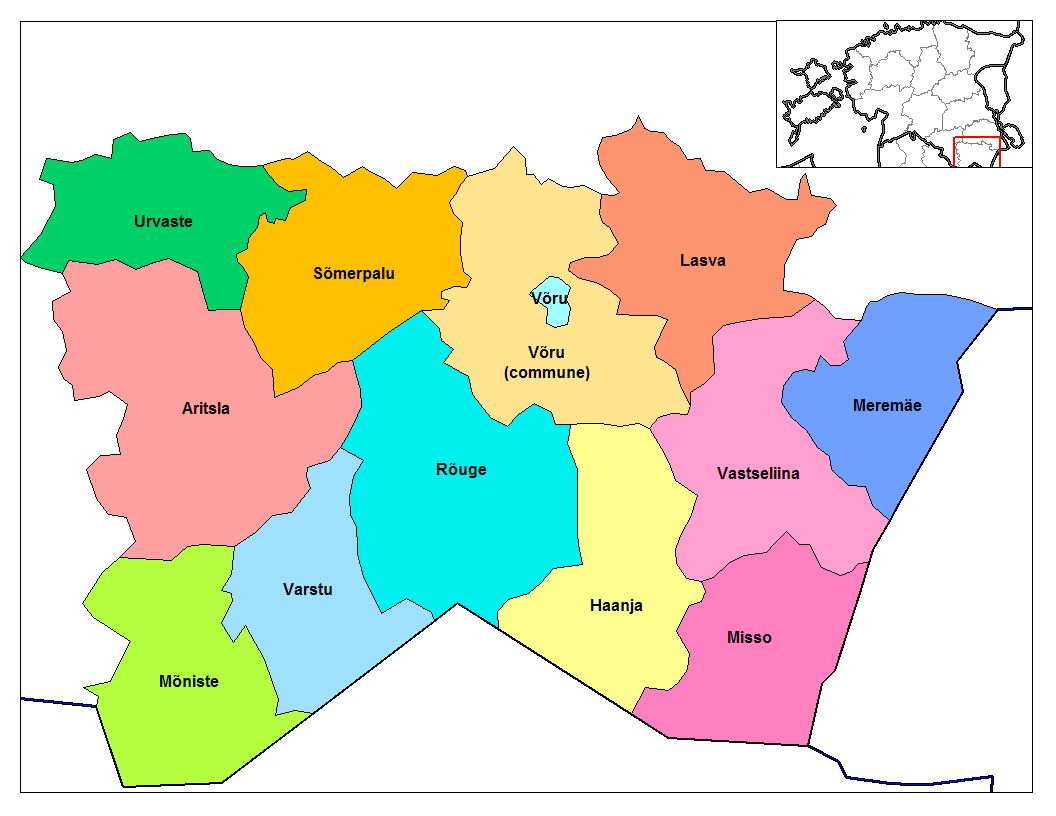
I comuni nella contea di Võrumaa

- Antsla
- Haanja
- Lasva
- Meremäe
- Misso
- Mõniste
- Rõuge
- Sõmerpalu
- Urvaste
- Varstu
- Vastseliina
- Võru

## Amministrazione

### Gemellaggi
- Halsua, Finlandia
- Kaavi, Finlandia
- Kaustinen, Finlandia
- Nilsiä, Finlandia
- Perho, Finlandia
- Rautavaara, Finlandia
- Ullava, Finlandia
- Vehmaa, Finlandia
- Veteli, Finlandia[1]